# 山川茂夫
山川 茂夫（やまかわ しげお、1915年2月26日 - 1990年5月30日）は、日本の経営者。阪急百貨店社長、会長を務めた。大阪府池田市出身。

## 経歴・人物
1937年に慶應義塾大学経済学部を卒業し、同年に阪神急行電鉄に入社。1947年に分社化に伴い、阪急百貨店に転じ、1964年5月に取締役に就任し、1971年11月に常務、1975年5月に専務、1979年6月に副社長を経て、1986年6月に社長に就任した。1988年6月から会長を務めた。阪急電鉄取締役、関西テレビ放送取締役も務めた。
小学校からテニスをプレーしており、1985年にはダンロップグランドマスターズで優勝を果たした。
1990年5月30日心不全のために死去。75歳没。